# 小澤治三郎
小澤治三郎（日语：／ Ozawa Jisaburō，1886年10月2日—1966年9月9日），宮崎縣人，大日本帝国海军中將，日本海军第一機動艦隊司令，並統帥艦隊參與菲律賓海海戰，他也是最後一任聯合艦隊司令長官。

## 早年海军生涯
小澤治三郎於1886年10月2日出生於九州宮崎縣兒湯郡高鍋町，父親為原高鍋藩士小澤寅太郎。在就讀宮崎中學（現宮崎大宮高校）時因暴力事件，而受到退學處份。正當失意之時，其當時正於日俄戰爭中國東北戰場上服役的兄長小澤宇一郎從戰場上寄一封勸戒「過則勿憚改」的信給小澤治三郎。受此感召，小澤於是前往東京，轉入成城中學。小澤終身都仔細保管這封信，並成為其座右銘。
1906年3月，小澤自成城中學畢業，同時報考九州的第七高等學校造士館與海軍兵學校，第七高島學校因先於海軍放榜，因此小澤在4月時先行入學，後在海軍放榜後休學，轉入海軍兵學校就讀。11月24日，小澤治三郎以海軍兵學校第37期生入學，在183位入學生分數中排序第150名。在就學期間不斷精進後，1909年11月第37期生179人畢業，小澤的成績為排序第45名，該期生較為知名者為日本帝國海軍最後一位晉升上將的井上成美。畢業後，小澤治三郎以少尉候補生的官銜分發到宗谷號防護巡洋艦上實習，該艦艦長為鈴木貫太郎，艦上統御新進軍官的指導官為山本五十六上尉、副指導官為古賀峰一中尉。1910年1月，宗谷號進行遠洋訓練，行前該艦候補實習軍官曾一同至皇居晉見明治天皇。1910年12月15日，完成訓練後的小澤治三郎掛階成為正式海軍少尉，調入春日號裝甲巡洋艦服役。
1912年4月，小澤調至海軍砲術學校進修。同年8月，轉調海軍水雷學校進修，為該校普通科學生。1912年12月晋升海军中尉，調職至霞號驅逐艦任職。1913年霞號驅逐艦除籍降編後，同年12月轉任比叡號戰艦。1915年2月，調職至橫須賀海兵團任職，同年12月晉升海軍上尉，調職至河內號戰艦擔任分隊長。1916年12月，海軍大學校乙種班學生入學進修。1917年5月轉入海軍水雷學校高等科進修。同年與舊高鍋藩士之女「森石蕗」結婚，12月升任鷗號魚雷艇艇長。
1918年5月，轉任白鷹號魚雷艇艇長，1918年9月10日調職至第二特務艦隊司令部，派遣至地中海進行商船護衛任務，在同年11月1日抵達地中海並搭上檜號驅逐艦，但同年11月11日停戰命令即發佈，因此小澤並無實際參加第一次世界大戰的作戰。為後第二特務艦隊繼續擔任協約國運輸艦的護航軍艦，直到1919年7月任務結束艦隊解編回國。
1919年12月1日入海軍大学校甲种班第19期，1921年11月30日毕业，同年12月晋升海军少校，轉任竹號驅逐艦艦長。1922年12月轉任马公要港部参谋。1924年8月轉任島風號驅逐艦艦長。1925年1月轉任第三號驅逐艦艦長，同年11月調職至金剛號戰艦擔任水雷长。1926年5月调任联合舰队参谋。1926年12月晋升海军中校，轉任第一水雷戦隊参谋。1927年12月任水雷学校兼炮术学校教官。1929年12月调往军令部任职。
1930年2月至11月小澤赴英國與德國出差，訪問曾參加過日德蘭海戰的海軍將領，了解總結當時他們在薄暮與夜間交戰的經驗，並撰寫報告改良砲術教育，導入英國皇家海軍當時已經運用的戰艦偏彈射擊訓練。1930年12月晉升海軍上校，轉任第1驅逐隊司令。1931年1月調任第4驅逐隊司令、4月調職至橫須賀鎮守府、10月調職至第11驅逐隊司令、12月調職至海軍大學校教官，在1931年的調任主要是在傳達最新的砲術教育。在倫敦海軍條約簽訂後，日本帝國海軍更加重視夜間砲戰的技令開發，但是在缺少觀測設備的夜間發動作戰是高風險的行動，因此日本帝國海軍決定以小澤治三郎為中心集結一批海軍大學參謀開發夜戰戰術教範，小澤認知的未來夜戰戰術是在薄暮時艦隊交鋒、在夜間持續緊迫施加打擊、最後在隔日早上以主力艦隊決戰。
1934年11月，小澤轉任摩耶號重巡洋艦艦長、1935年10月28日轉任榛名號戰艦艦長。1936年12月1日晋升海军少將，回任海軍大學校擔任教官。1937年2月18日調職為聯合艦隊參謀長兼第一艦隊參謀長，同年11月15日轉任第八戰隊司令官。

1938年11月，轉任海軍水雷學校校長。
1939年11月15日担任第一航空战队司令官。原本以砲術作為學科專長的小澤治三郎自稱他對航空戰術的啟發是受到山岡三子夫、樋端久利雄、木田達彦等參謀的協助。1940年3月的魚雷攻擊演習時，小澤治三郎成功統整協調陸基攻擊機與艦載魚雷機同時對目標發動攻擊，演習結果讓當時在長門號戰艦上觀戰的联合舰队司令长官山本五十六留下深刻印象。1940年6月9日。小澤治三郎上呈「關於航空艦隊編制之意見書」，報告提出所有的航空部隊都應該由統一體制指揮使用，由總司令統籌規劃訓練計畫與作戰指導，並構建整合通信網，並持續進行協調訓練。基於此目標，飛行訓練單位也應該要納編入這個指揮鏈中。這個構想最終的成果是1941年日成立的第一航空舰队。
1940年11月1日调任第三战队司令官，在司令官職務前，小澤治三郎在同年10月11日擔任在橫濱港進行的紀元兩千六百年特別觀艦式的空中校閱部隊指揮官，在該次閱兵中日本帝國海軍投入戰鬥機、攻擊機、轟炸機、水上偵察機、飛艇編隊共527架，閱兵成功也展示小澤實務上具備優秀的航空參謀與指揮能力。11月15日，小澤治三郎晉升海軍中將。
1941年10月任南遣艦隊司令官，並以此職參與太平洋戰爭。

## 太平洋战争战时经历

### 南遣艦隊／第一南遣艦隊
1941年12月2日，南遣艦隊護衛山下奉文陸軍大將所指揮的第25軍從中國海南島的三亞港出發。第25軍於12月8日登陸馬來半島，南遣艦隊則提供海空支援。同日，英國皇家海軍遠東艦隊司令，湯瑪士·菲利普爵士率領Z部隊（Force Z），含威爾斯親王號戰列艦（HMS Prince of Wales，53），反擊號戰鬥巡洋艦（HMS Repulse），和4艘驅逐艦從新加坡出發，在沒有空中掩護的情況下前往馬來半島，意圖阻止日軍。當Z部隊於10日抵達前線時沒有發現日軍艦隊，但本身卻被日軍潛艦發現，於是隸屬於南遣艦隊，駐西貢的第二二航空戰隊發動86架轟炸機把戰鬥艦與戰鬥巡洋艦擊沉（馬來亞海戰）。
當時小澤本人在南遣艦隊旗艦，鳥海號重巡洋艦上，原意是希望率領艦隊進行一場水面會戰，但因為英軍艦隊掉頭，意欲返回新加坡，加上日軍艦隊所在水域的天候狀況不良，種種因素使得日軍水面戰艦沒有與Z部隊交火。
1942年1月，南遣艦隊改編為第一南遣艦隊，仍由小澤任司令官。除繼續掩護馬來半島上的日軍外，還協助日本陸軍入侵蘇門答臘島與爪哇島。1942年4月，為配合第一航空艦隊在印度洋的作戰，第一南遣艦隊，含龍驤號航空母艦和5艘重巡洋艦（小澤旗艦鳥海號也在其中），進入孟加拉灣，以摧毀商船為作戰目的。三天之內就擊沉23艘商船，共計13萬7千噸，另有8艘船重創，一時之間東印度洋沿岸的商業航行全面停擺。

### 第三艦隊／第一機動艦隊司令
1942年11月，小澤接替南雲忠一出任第三艦隊司令，接掌了日本的航艦部隊。小澤治三郎過去的親信參謀實際上未有航空母艦作戰經驗，在接任後，小澤重用的參謀是大前敏一、有馬高泰，而較冷落艦隊參謀長古村啟藏。日本海軍參謀田中正臣的理解，小澤是一位鉅細靡遺且可以制定出接近滿分作戰的實戰導向將領，但問題是他對飛機的知識非常缺乏，導至他對於指揮航艦部隊的能力有所不足。
1943年第一航空战队的舰载机调往拉包尔，以补充基地航空部队作战，在布干维尔岛空战中，舰载机飞行员损失惨重丧失元气。
1944年3月，第二艦隊併入，重組成為第一機動艦隊，由第三艦隊司令部兼管。但由於美軍潛艦的攻擊，使得小澤訓練其麾下飛行員的計劃受到很多阻礙。1944年6月13日，第一機動艦隊從吉馬拉斯（Guimaras）泊地出發，前往馬里亞納群島。第一機動艦隊包含9艘航艦與戰機約450架，美軍第五艦隊的航艦與飛機都是日軍的兩倍，訓練也優異得多。美軍已在5月底便已探知日方作戰計畫，於是美軍航空與潛艇部隊早已嚴密監視各重要航線。美軍雖然於6月17日與18日都發現日軍位置，但美軍TF58的飛機在19日卻無法發現日軍。第一機動艦隊則靠著大量的偵察機做三相搜索侦察，在海戰早期對美軍位置十分清楚，於是在相对远的距离上，小澤抢先發動六波共計324架飛機前去攻擊美軍。可是即使策略上並無失誤，美軍靠著人員素質以及雷達之技術優勢下，美機與防空火力成功擊退所有日軍攻擊，日機損失191架而特遣艦隊本身幾無損傷，戰機損失29架。在日軍發動攻擊時美軍潛艇部隊成功的擊沉了大鳳號以及翔鶴號，由於小澤的旗艦大鳳號因潛艦的攻擊而沉沒，小澤與其幕僚於20日移乘瑞鶴號，並預備聯合關島上的第一航空艦隊（指揮官角田覺治中將）對美軍再次進攻。但美軍先發現了日軍，並發動216架飛機進行攻擊。美軍的攻擊擊沉了輕航艦飛鷹號，重創了艦隊航艦瑞鶴號，與輕航艦隼鷹號與千代田號，並擊落50架日機。美機在戰鬥中只損失20架，但歸艦時因已入夜，在混亂中反而損失了80架飛機。殘存日軍於20日晚間脫離戰場，撤回日本本土。
總計兩天的戰鬥中，日軍三艘航艦被擊沉（包含被潛艇擊沉的大鳳號與翔鶴號），損失378架戰機，戰鬥結束時，第一機動艦隊只剩下35架飛機。這樣，日軍航艦部隊所剩下的飛機比1943年底時還少 。

### 雷伊泰灣海戰
小澤回到日本後便全力訓練飛行員，但是當美軍第三艦隊於1944年10月12日起連續三天對台灣機場的攻擊，讓小澤訓練出來的飛行員又損失半數，最後只剩約110架飛機分配給四艘航艦。結果也因小澤艦隊的減弱，使得第三艦隊在之後的捷一號作戰中成為誘離美軍TF 38的誘餌。
10月18日，捷一號作戰實施，19日，小澤率第三艦隊（含艦隊航艦瑞鶴號，與輕航艦千代田號，千歳號，與瑞鳳號，戰機110架）從瀨戶內海出發，避開了美軍監視的潛艇，往南航行。24日，小澤發現了美軍部隊，於是發動76架飛機前往攻擊，目的是為了讓美軍知悉自己的存在。受攻擊的部隊是由佛德烈·薛曼（Frederick C. Sherman）少將指揮的TF 38.3，除幾枚近接彈外，美軍船隻並沒有嚴重損傷。日軍的飛機損失不大，且大多轉降至呂宋島的機場，但問題是當時TF 38.3也正被來自呂宋島的日機攻擊，之前航艦普林斯頓號還被擊中而癱瘓。拖了很久之後才由飛行員的報告，發現有一波日軍飛機是帶有尾勾並來自海上，讓美軍第三艦隊司令海爾賽上將總算獲得日軍航艦部隊的情報。於是海爾賽在24日夜間帶領TF 38（欠TF 38.1）往北追逐日軍第三艦隊，而小澤在25日知悉自己被美軍發現後，除將飛機轉至陸上機場外，還立刻反轉往北，希望海爾賽離聖伯納迪諾海峽越遠越好。小澤艦隊是日本在雷伊泰灣海戰的四隻艦隊中，唯一順利達成任務者，但他的4艘航艦，與1艘轻巡洋艦和2艘驅逐艦被擊沉，日本的航艦部隊事實上已經全部被消滅了 。

### 聯合艦隊司令長官
雷伊泰灣之役後，第三艦隊與第一機動艦隊解散，小澤轉任軍令部次長，兼海軍大學校長。1945年5月15日是晉升大將的日期，當時內閣海軍大臣米內光政屬意小澤擔任聯合艦隊司令長官並兼任海軍總司令及海上護衛司令，統管當時海軍所有軍令事務。但日本海軍將官人事有嚴格規則，當時符合升任大將的共有六位，依序是塚原二四三、井上成美、小松輝久（在軍令部任職）、草鹿任一（東南方面艦隊司令長官，當時駐地拉巴爾)、大川内傳七（西南方面艦隊司令長官，駐地呂宋）及小澤。若晉升小澤，則小松、草鹿、大川內都必須轉入預備役，因為當時戰事困境南洋與本土交通已中斷，無法派人接替，草鹿、大川內只能以預備役中將身分續任職務，但預備役地位低於現役，這使他們低於現役期別較低的中將，成為一個窘境。雨倉孝之說小澤可能是因為考慮草鹿和大川內的處境，所以堅持拒絕升任大將。因此日本帝國海軍最後的大將僅升任兩位，塚原二四三及井上成美。
小澤於 1945年5月29日，以海軍中將官階接替前任的豐田副武大將就任聯合艦隊司令长官，並成為最後一任司令长官。小澤是所有聯合艦隊長官中最艱苦的一位，自從1944年10月24日聯合艦隊旗艦武藏號戰艦沉沒後，繼任的旗艦是噸位小得多的大淀號輕巡洋艦，而1945年7月28日大淀號在美軍對吳港空襲中翻覆。聯合艦隊司令部遷移到橫濱市北側慶應大學日吉地區的校區。其中小澤並在日本投降時嚴厲禁止部屬自殺，他說：「你們不可以死！大西瀧治郎切腹，宇垣纏飛進沖繩的海裡，大家都這麼亂搞，那麼誰來負這些責任？」

## 晚年
第二次大戰結束後，小澤就在東京市的世田谷區自宅隱居，不願回顧戰時的記錄並拒絕了半藤一利對他的參訪取材，因為他認為在他的指揮下，有太多的部下戰死，對此感到相當後悔與愧疚。1966年因多發性硬化症過世，享年80，葬禮時昭和天皇賜與7000日元之喪葬費，葬於神奈川縣鎌倉市的鎌倉墓園。

## 年譜
- 1909年11月19日 - 海軍兵學校畢業（37期），海軍少尉候補生。
- 1910年12月15日 - 任海軍少尉。
- 1912年12月1日 - 任海軍中尉。
- 1915年12月13日 - 任海軍大尉，戰鬥艦河内號分隊長。
- 1916年12月1日 - 海大乙種學生。
- 1917年12月1日 - 海軍水雷學校教官。
- 1919年12月1日 - 海大甲種學生。
- 1921年12月1日 - 任海軍少佐，驅逐艦竹號艦長。
- 1925年1月20日 - 第3號驅逐艦艦長。
- 1926年12月1日 - 任海軍中佐。
- 1927年12月1日 - 海軍水雷學校教官，海軍砲術學校教官，裝甲巡洋艦春日號教官。
- 1930年12月1日 - 任海軍大佐。
- 1931年12月1日 - 海軍大學教官，陸軍大學兵學教官。
- 1934年11月15日 - 重巡洋艦摩耶號艦長。
- 1935年10月28日 - 戰鬥艦榛名號艦長。
- 1936年12月1日 - 任海軍少將，海軍大學教官。
- 1937年
  - 2月18日 - 第一艦隊參謀長，聯合艦隊参謀長（兼任）。
  - 11月15日 - 第八戰隊司令官。
- 1938年11月15日 - 海軍水雷學校校長。
- 1939年11月15日 - 第一航空戰隊司令官。
- 1940年
  - 11月1日 - 第三戰隊司令官。
  - 11月15日 - 任海軍中將。
- 1941年
  - 9月6日 - 海軍大學校長。
  - 10月18日 - 南遣艦隊司令官。
- 1942年
  - 1月3日 - 第一南遣艦隊司令官。
  - 11月11日 - 第三艦隊司令官（～1944年11月15日）。
- 1944年）
  - 3月1日 - 第一機動艦隊司令官（兼任）。
  - 11月18日 - 軍令部次長，海軍大學校長。
- 1945年
  - 5月29日 - 海軍總隊司令，聯合艦隊司令，海上護衛司令。
  - 10月10日 - 編入預備役。

## 評論
日本海軍的航艦部隊教案可說是由小澤建立的，在第二次世界大戰的日本海軍諸將中，他是少數集理論家與帶兵軍官於一優秀將領。但由於傳統觀念的資歷問題，小澤並無法在南雲之前出任航艦部隊指揮官。等到接手被南雲消耗殆盡的部隊後，又被美軍經過明顯改進、且大量招募下的壓倒性兵力所擊垮。但即便如此，在質與量都不如人的情況下，小澤還是能勉力而行。在他所參與的海戰中，儘管其所犯的錯誤遠比美軍來的少，但因忽略部下或武器水準完全不足，無力對抗美軍而導致其戰術最終毫無作用；因此，即使曾作為其下屬的中澤佑、源田實、千早正隆，甚至是對手美方的切斯特·威廉·尼米茲上將也對小澤的戰術能力與統率能力有著很高的評價，亦無力掩蓋他無力回天之現實。

## 逸聞
- 小澤被他的部屬稱為「鬼瓦」，那是因為他因艦上的意外造成顏面神經受傷，導致他幾乎沒有表情。
- 傳言他有酗酒的情況。
- 在中學唸書時，小澤就是柔道的高手，進入軍校後，又成為空手道高手，甚至有年輕時的小澤曾把後來成為柔道十段高手的三船久藏從橋上扔出去的小故事。
- 據說對低階水兵的態度相當高壓，與山本五十六一同被批評為無法體恤士兵處境的海軍將領。
- 據聞小澤在菲律賓海海戰，曾把旗艦由大鳳號轉到瑞鶴號，之後在美軍對瑞鶴號第一和第二波空襲的間隙，且瑞鶴號受到重創的情形下，偷偷接舷移駐到大淀號，沒有搭救瑞鶴號乘員，被瑞鶴號全體乘員一致痛罵；由於得知美軍接近，小澤私自拋棄了瑞鶴號，獨自逃走，使瑞鶴號的乘員艱苦的搶修艦體後該艦才掙扎回到日本。不過瑞鶴號如果要棄船，才有搭救的問題。另外，小澤不是瑞鶴號艦長，本來就沒有與單艘船共存亡的責任，之前他就離開被潛艇擊中的大鳳號換艦到瑞鶴號指揮。
- 戰後雖然拒絕發表自傳與接受採訪的邀請，但對防衛廳進行的戰史編撰作業相當熱心，更在1955年成為防衛廳顧問期間提供不少珍貴的第一手證言[10]，並留下在防衛廳的轉介下，與在閱讀戰史後視他為日本的英雄的美國兒童，青少年，進行通信的逸聞。
- 擔任第八艦隊司令時代，在辦公室中擺設訂閱的『改造』、『中央公論』等自由派、左派雜誌，表現出即使在思想相對開放的海軍中都罕見的開明軍人色彩；另外，即使戰後過著清貧的生活，仍然訂閱在當時的大學生間風靡一時的昭日雜誌。
- 與在雷伊泰灣海戰中演出爭議性反轉，而被譏為「退之栗田」的栗田健男為至交。

## 註解
1. ↑  因為把鬧事的流氓摔出去，揍了一頓
2. ↑  日文：, 出自《论语·学而》：“子曰：“君子不重则不威，学则不固。主忠信，无友不如己者。过则勿惮改。”
3. ↑  Elmer B. Potter. . Naval Institute Press. 1977. ISBN 978-0870214929.（英文）
4. ↑  Thomas J. Cutler. . Naval Institute Press. 2001. ISBN 978-1557502438.（英文）
5. ↑  原本聯合艦隊司令是大將職，但當時六名升任大將的中將名單中，小澤處於順序末位。時任內閣海軍大臣米內光正雖屬意小澤，但第3,4,5的小松輝久(軍令部)、草鹿任一(駐地拉巴爾)、大川內傳七(駐地呂宋)三位現職中將不僅必須轉為預備役，地位降低，且其中兩位位於交通斷絕的南洋，無法接替，這使晉升成為海軍省的窘境，米內對小澤有過說明，小澤可能因此拒絕晉升
6. ↑  戦史叢書12マリアナ沖海戦付録
7. ↑  源田実『海軍航空隊始末記』文春文庫299頁
8. ↑  千早正隆『日本海軍　失敗の本質』
9. ↑  児島襄『指揮官』(上)
10. ↑  朝日新聞 昭和30年（1955年） 9月24日

## 外部連結
- 小沢治三郎 （日語）
- Jisaburo Ozawa （页面存档备份，存于）－WW2DB （英文）